# 국도 제129호선 (일본)

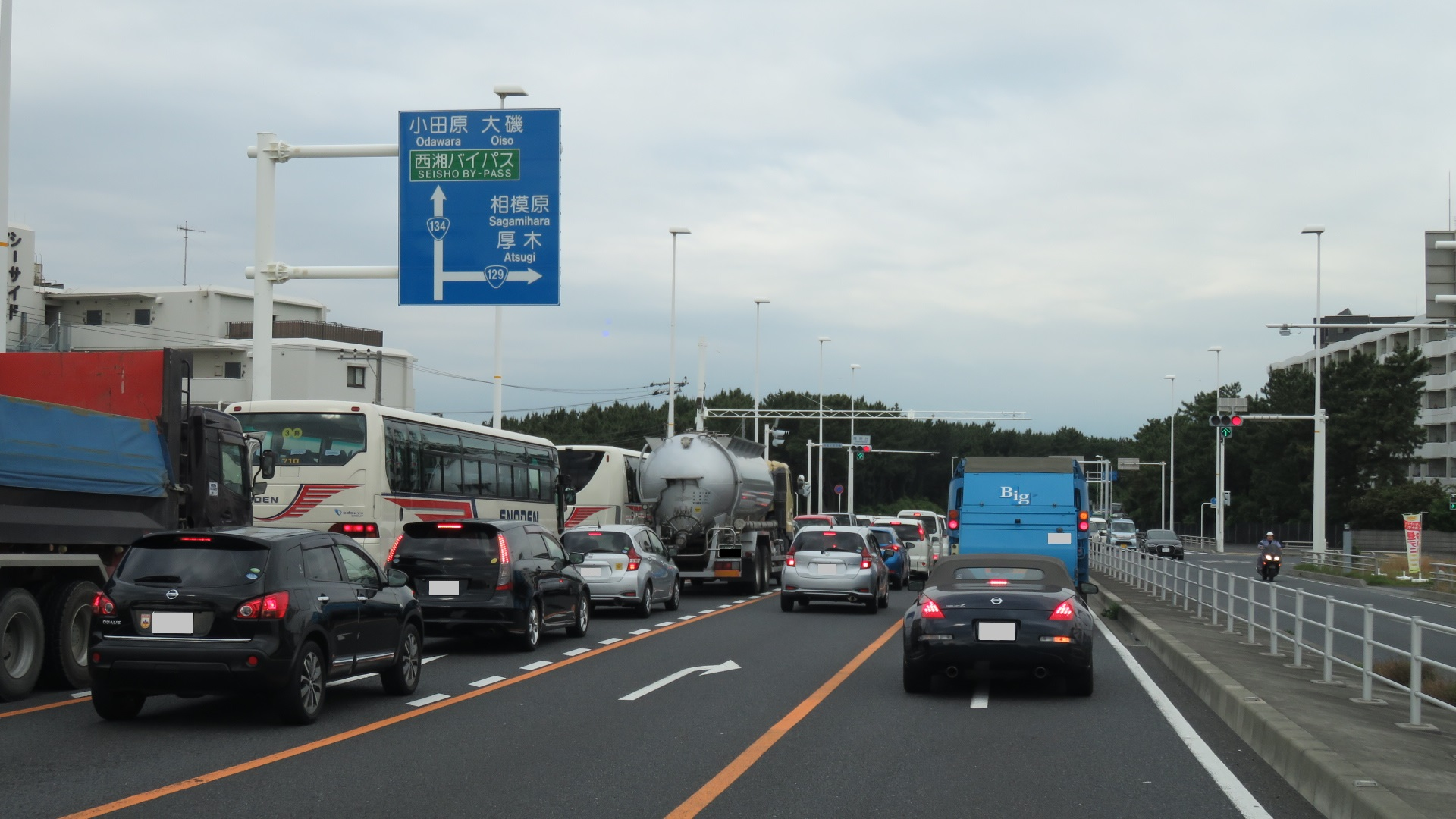
129번 국도의 기점. 위치는 가나가와현 히라쓰카시 다카하마하이 교차로이다.

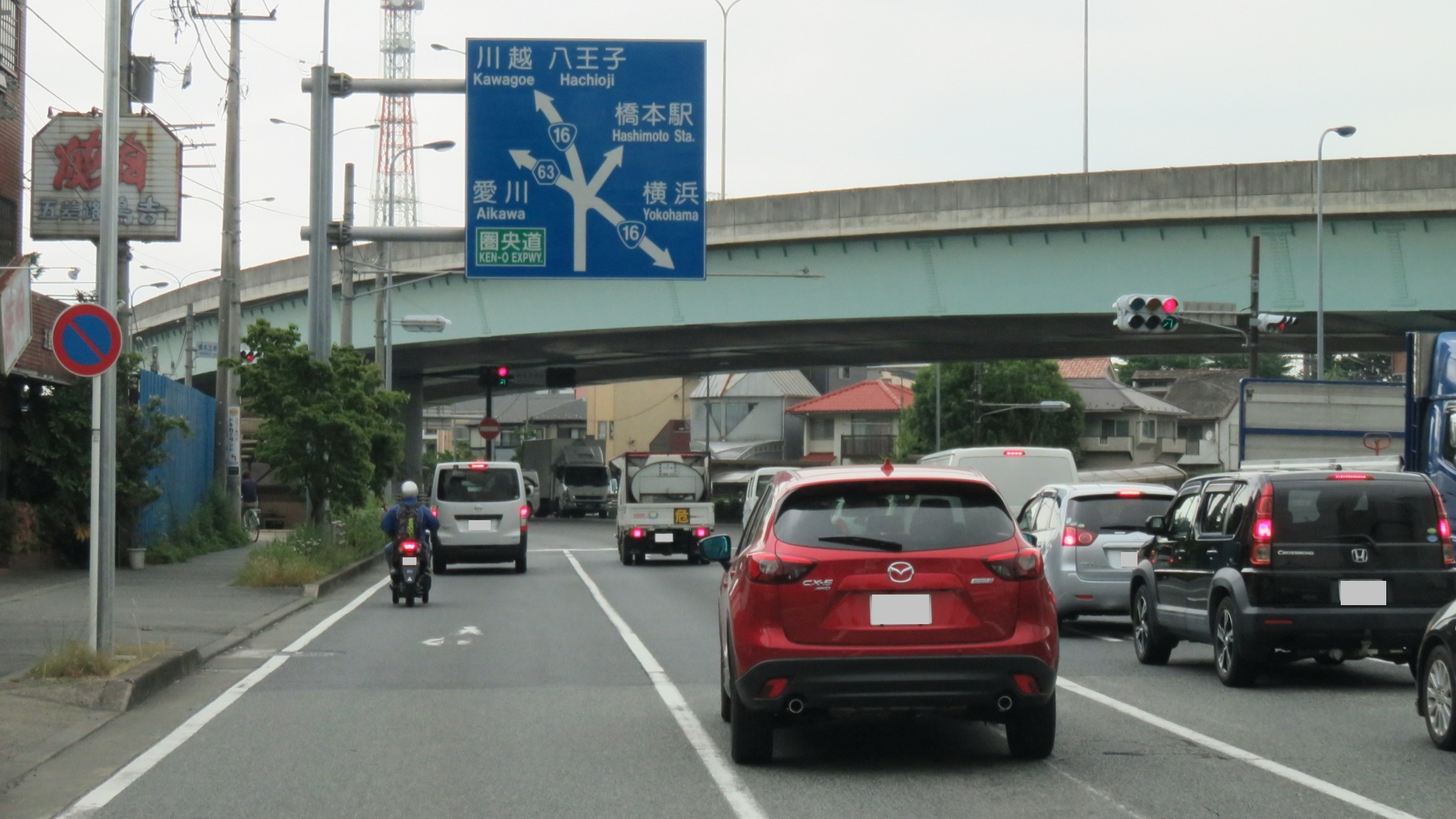
129번 국도의 종점. 위치는 가나가와현 사가미하라시 하시모토5차로 교차로이다.

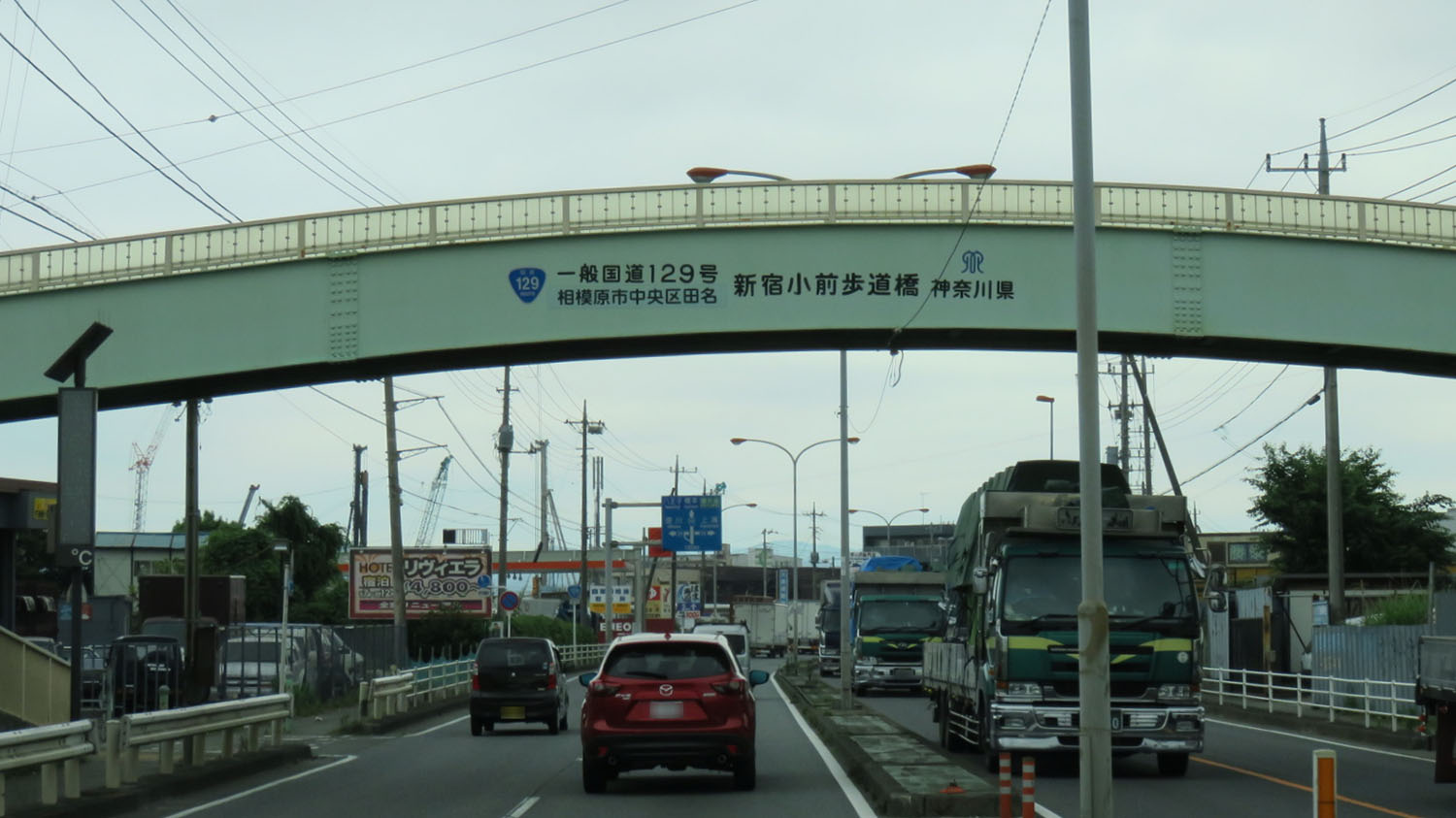
가나가와현 사가미히라시 주오구 (2017년 6월 촬영)

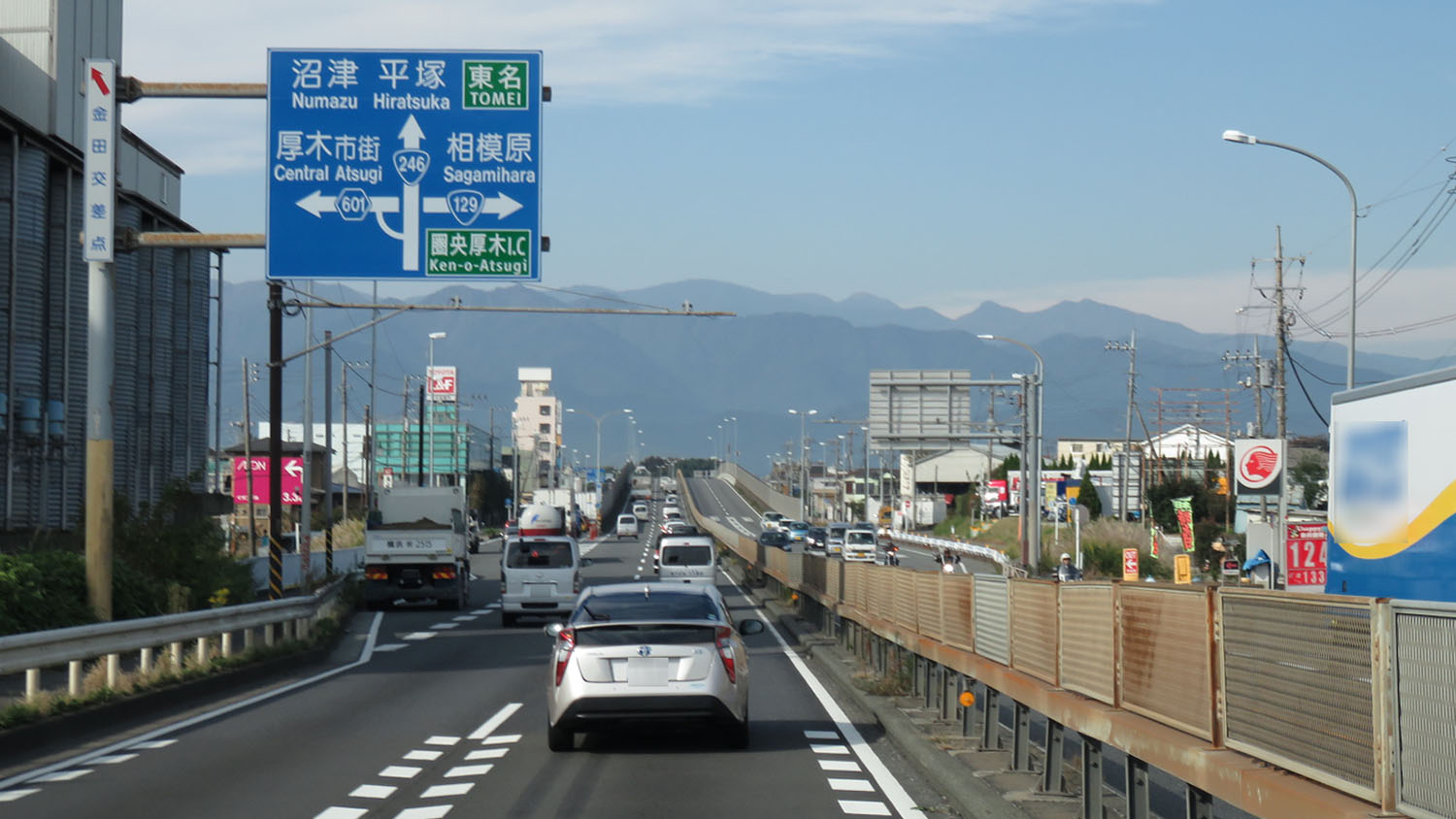
야마토아쓰기 바이패스
(246번 국도와 분기)
가나가와현 아쓰기시 가네다

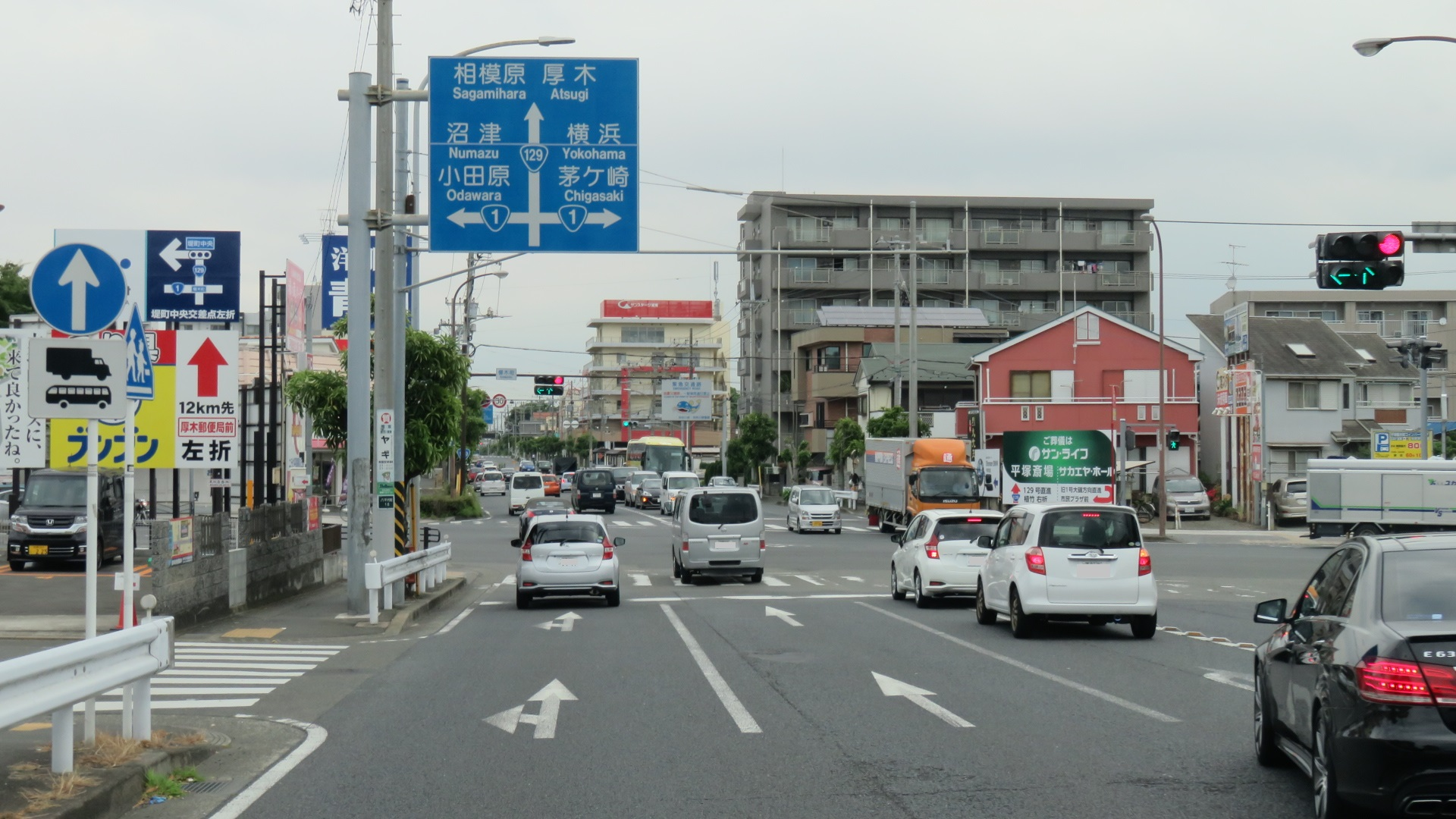
1번 국도와 분기
가나가와현 히라쓰카시 야치요초

국도 제129호선(일본어: 国道129号)은 가나가와현 히라쓰카시에서 출발하여 같은 현의 아쓰기시를 거쳐 다시 사가미하라시까지 이어주는 총 연장 31.9 km, 실제 연장 27.3 km의 거리를 가진 일본의 일반 국도이다.

## 개요
본 국도는 가나가와현의 중앙부를 남북으로 종단하고 있는 노선이다. 해당 지역에서의 통칭은 대체적으로 보면 이치니큐(いちにーきゅう)이라는 호칭을 자주 쓰인다.

### 노선 정보
- 기점 : 히라쓰카시 (다카하마다이 교차로 = 134번 국도와 교점)
- 종점 : 사가미하라시 (미도리구 하시모토5차로 교차로 = 16번 국도와 교점)
- 총 연장 : 31.9 km
- 중용 연장 : 4.7 km
- 실제 연장 : 27.3 km
  - 현도 : 27.3 km
  - 구도, 신도 : 모두 없음
- 지정 구간 : 국도 제246호선과의 중복 구간

## 연혁
- 1963년 4월 1일 : 2급 국도 제129호 히라쓰카 사가미하라 선(히라쓰카시 - 사가미하라시)으로 지정 시행
- 1965년 4월 1일 : 1, 2급의 구분이 없어지고 일반 국도 제129호선으로 전환

## 노선 개황
- 바이패스 : 야마토아쓰기 바이패스(일본어판)
- 주요 교량 : 신쇼와 교 (사가미강)

## 지리

### 통과하는 지자체
- 가나가와현
  - 히라쓰카시 - 아쓰기시 - 사가미하라시 (미나미구 - 주오구 - 미도리구)

### 교차하는 도로

#### 일반 국도
- 국도 제1호선
- 국도 제134호선
- 국도 제412호선
- 국도 제246호선
- 국도 제16호선

#### 고속도로
- 도메이 고속도로
- 오다와라아쓰기 도로(일본어판, 중국어판)

#### 현도
- 가나가와현도 제44호선
- 가나가와현도 제47호선
- 가나가와현도 제22호선
- 가나가와현도 제42호선
- 가나가와현도 제63호선
- 가나가와현도 제65호선
- 가나가와현도 제54호선
- 가나가와현도 제601호선
- 가나가와현도 제508호선